# Jenny Lind
Johanna Maria Lind (Stockholm, 6. listopada 1820. – Wynd's Point, Engleska, 2. studenog 1887.), bolje poznata kao Jenny Lind -  švedska operna pjevačica, često poznata kao "švedski slavuj".
Jedna je od najboljih opernih pjevačica 19. stoljeća. Pjevala je kao sopran razne operne uloge u opernim kućama u Švedskoj i diljem Europe. Imala je i izuzetno popularnu koncertnu turneju u Americi početkom 1850. Bila je član Švedska kraljevske glazbene akademije od 1840.
Lind je postala poznata nakon svojog nastupa u operi "Der Freischütz" u Švedskoj 1838. Nekoliko godina, imala je velikih problema s glasom, ali je učitelj pjevanja Manuel Garcia spasio njen glas. Bila je vrlo tražena za operne uloge u cijeloj Švedskoj i sjevernoj Europi tijekom 1840-ih godina. Postala je štićenica skladatelja Felixa Mendelssohna. Nakon dvije hvaljene sezone u Londonu, najavila je svoje povlačenje iz opernog pjevanja u dobi od 29 godina.
Godine 1850., Lind je otišla u SAD na poziv showmana P. T. Barnuma. Imala je 93 velikih koncerata, koje je on organizirao, a zatim je nastavila turneju bez njega. Zaradila je više od 350,000 dolara na tim koncertima. Donirala je sredstva u dobrotvorne svrhe, prvenstveno školama u Švedskoj. Sa svojim novim mužem, Ottom Goldschmidtom, vratila se u Europu 1852. Imali su troje djece. Održavala je prigodne koncerte tijekom iduća dva desetljeća te se skrasila u Engleskoj 1855. godine. Od 1882., bila je nekoliko godina, profesorica pjevanja na „Royal College of Music“ u Londonu.
Nalazi se na kovanici od 50 švedskih kruna.